# SP Automotive
SP Automobile – grecki startup planujący produkcję hipersamochodów, z siedzibą w Acharnesie,  działający od 2018 roku.

## Historia
W listopadzie 2021 grecki przedsiębiorca Spyros Panopulos ogłosił, że jego startup SP Automobile ma ambitne plany związane ze zbudowaniem pierwszego w historii kraju hipersamochodu o rekordowych parametrach technicznych. Przedstawiono kompleksowe fotografie zarówno wyglądu zewnętrznego, jak i projektu kabiny pasażerskiej SP Chaos, deklarując w pełni autorskie wykonanie zarówno podzespołów, jak i elementów nadwozia oraz układu napędowego. 
Grecki startup zapowiedział m.in. chęć wyposażenia swojego pojazdu w 4-litrowy silnik V10 w dwóch wariantach mocy oraz związaną z tą technologią wykonania jednostki napędowej. Słabsza miała powstać z blok z aluminium, a mocniejsza - ze stopów magnezu, tytanu czy włókna węglowego wydrukowanego w technologii 3D.
Przez kolejne ponad 2 lata startup nie przedstawił nowych informacji na temat postępów w sprawie projektu Chaos, co przerwano dopiero pod koniec 2024 roku poprzez publikację prezesa SP Automotive na LinkedIn. Ujawnił on, że zakończono fazę rozwojową i pierwsze prototypy Chaosów są gotowe do testów na torze.

## Modele samochodów

### Studyjne
- SP Chaos (2021)